# クルトマンシュ (小惑星)
クルトマンシュ (63129 Courtemanche) は小惑星帯の小惑星である。スイスのアマチュア天文家ステーファノ・スポセッティが Gnosca の観測所で発見した。
カナダ、ケベック生まれのコメディアン、ミシェル・クルトマンシュ (Michel Courtemanche) から命名された。